# Trapped (film, 1923)
Pour les articles homonymes, voir Trapped.
Trapped est un court métrage d'animation américain de la série Out of the Inkwell, réalisé par Dave Fleischer et sorti en 1923.

## Fiche technique
- Titre : Trapped
- Réalisateur : Dave Fleischer
- Pays d'origine :  États-Unis
- Genre : animation, comédie
- Durée : 12 min
- Date de sortie :
  - États-Unis : 1er juin 1923